# Wanderley Magalhães Azevedo
Wanderley Magalhães Azevedo (Goiania, 8 oktober 1966 – aldaar, 28 maart 2006) was een Braziliaans wielrenner. Hij kwam twee jaar uit voor Lotto. In 1984 was hij Braziliaans kampioen op de weg bij de junioren. De Braziliaan overleed in 2006 aan de gevolgen van kanker.
Wanderley Magalhães Azevedo deed tweemaal mee aan de Olympische Zomerspelen; in 1988 (Seoel) en in 1992. In 1988 werd hij 63e en in 1992 28e.

## Belangrijkste overwinningen
1984
- Braziliaans kampioen op de weg, Junioren

1986
- Eindklassement Rutas de America

1988
- Eindklassement Ronde van Santa Catarina
- 7e etappe Ronde van België

1989
- 9-Juli Prijs
- 3 etappes Ronde van Chili
- 10e etappe Ronde van Portugal

1990
- 1 etappe Rutas de America

1991
- Pan-Amerikaans kampioenschap wielrennen, Elite
- Pan-Amerikaanse spelen, wegrit
- 9-Juli Prijs
- 2 etappes Ronde van Chili
- Eindklassement Ronde van Santa Catarina

## Grote rondes
| Jaar | Ronde van Italië | Ronde van Frankrijk | Ronde van Spanje |
| ---- | ---------------- | ------------------- | ---------------- |
| 1993 |                  |                     |                  |
| 1994 |                  | opgave              |                  |